# La Lettre du musicien
La Lettre du musicien ist eine seit 1984 15-mal jährlich erscheinende französische Zeitschrift, die sich an Berufsmusiker wendet. Sie widmet sich in erster Linie den Themen der klassischen und der elektroakustischen Musik, sie greift die dazu relevanten aktuellen Ereignisse sowie didaktischen Themen auf. Einmal im Jahr erscheint eine dem Klavier gewidmete Sonderausgabe.